# Janet Suzman
Janet Suzman (Johannesburg, 9 februari 1939) is een Zuid-Afrikaans actrice. Zij werd voor haar hoofdrol als Alexandra in haar filmdebuut Nicholas and Alexandra (1971) genomineerd voor zowel een Oscar, een Golden Globe als voor een BAFTA Award. In 1975 volgde een tweede nominatie voor een BAFTA voor haar rol als Cleopatra in de televisiefilm Antony and Cleopatra.
Suzman kwam ter wereld in Zuid-Afrika, maar verhuisde in 1959 naar Engeland. Ze trouwde in 1969 met regisseur Trevor Nunn, maar hun huwelijk strandde in 1986. Samen kregen ze één zoon, Joshua.
Suzman is een nichtje van politica en anti-apartheidsactiviste Helen Suzman.

## Filmografie
*Exclusief 5+ televisiefilms
- Max (2002)
- A Fairy Story (2002)
- Leon the Pig Farmer (1992)
- Nuns on the Run (1990)
- A Dry White Season (1989)
- E la nave va (1983, aka And the Ship Sails On)
- The Draughtsman's Contract (1982)
- Priest of Love (1981)
- Nijinsky (1980)
- Voyage of the Damned (1976)
- The Black Windmill (1974)
- A Day in the Death of Joe Egg (1972)
- Nicholas and Alexandra (1971)

## Televisieseries
*Exclusief eenmalige gastrollen
- The Singing Detective - Nicola (1986, vijf afleveringen)
- Clayhanger - Hilda Lessways (1976, 21 afleveringen)
- Lord Raingo - Delphine (1966, vier afleveringen)